# Khursid
Khursid o Khurxid fou ispahbadh dabúyida de Tabaristan.
Era fill de Dadburzmihr ibn Farrukhan, i quan aquest va morir vers el 741, Khurshid era menor i va agafar la regència durant 8 anys el germà del difunt Saruya; els fills d'aquest van voler conservar el tron en perjudici del seu cosí però aquest, arribat a la majoria d'edat, vers 749, els va derrotar i va agafar el poder. Disposava d'un petit exèrcit i delegats a cada districte de Tabaristan. Va enviar delegats a altres sobirans incloent un ambaixador a la Xina (vers 746). Es va revoltar contra Marwan II (744-750) però vers el 750 es va haver de sotmetre a Abu-Múslim.
Després de l'execució d'aquest (855) es va revoltar Sunbadh que va confiar un part dels tresors d'Abu-Múslim a Khurshid; quan fou derrotat Sunbadh es va refugiar al Tabaristan però Khurshid el va fer executar per un cosí, per apoderar-se de la resta dels tresors d'Abu-Múslim. Finalment el califa al-Mansur va haver d'enviar el seu fill al-Mahdi al Tabaristan per obtenir la restitució dels tresors. Va refusar donar un fill com a ostatge però va haver de pagar un tribut més gran (igual que el que antigament es pagava als sassànides).
La submissió no va durar i aprofitant la revolta del governador de Khorasan Abd al-Djabar ibn Abd ar-Rahman al-Azdi (757-758) va deixar d'enviar el tribut. El califa va decidir annexionar el principat i va enviar un exèrcit al Tabaristan (859). Khurshid es va refugiar a les zones muntanyoses i es va tancar a la fortalesa d'al-Tak. El setge fou llarg (759-760) però la fortalesa fou finalment conquerida, si bé Khurshid es va poder escapar al darrer moment i es va refugiar a Daylam mentre la família queia en mans dels generals abbàssides. Algunes de les seves filles van esdevenir concubines del califa, del seu fill al-Abbas, del fill al-Mahdi (una d'elles anomenada Bakhtariya o Buhturiyya, amb qui va tenir un fill de nom Mansur ibn al-Mahdi al que després, quan l'alida Ali al-Rida fou nomenat hereu d'al-Mamun, la població de Bagdad li va proposar ser califa el 817 i va refusar acceptant únicament el govern d'Iraq en nom d'al-Mamun); i un altre de nom Shakla amb la que va tenir a Ibrahim ibn al-Mahdi que fou anti califa del 817 al 819 proclamat per la població de Bagdad i que a diferència del seu germanastre, i després del refus d'aquest, va acceptar el nomanement). Les dinasties dels bawàndides a les muntanyes Sharwin, dels karínides a les muntanyes Karin, i els zarmíhrides de Mayandurud, van poder conservar el poder local pagant tribut sota el control d'un governador abbàssida resident a Amol. Els zarmíhrides van continuar reconeixent-se vassalls dabúyides fins al 764 com si no s'haguessin assabentat abans dels fets.
El 760 amb un exèrcit reclutat a Daylam i Gilan, Khurshid va intentar recuperar el poder. Mentre el seu fill era en ambaixada a la Xina on va rebre diversos honors, i va conèixer l'annexió del principat. Khurshid fou altre cop derrotat i va fugir cap al Daylam on el 760 o 761 es va suïcidar.